# Coreans a la Micronèsia
Els coreans constituïen un grup de població nombrós de la Micronèsia abans de la Segona Guerra Mundial, quan gran part de la regió estava governada com el Mandat de les Illes del Pacífic de l'Imperi Japonès, en el marc de la Societat de Nacions. Per exemple, l'any 1943 els coreans representaven el 7,3% de la població de Palau. No obstant això, després que la zona passés a estar sota el control dels Estats Units com a part del Territori en Fideïcomís de les Illes del Pacífic, la majoria de coreans van tornar al seu país d'origen. A 2013, s'estimava que uns 7.000 immigrants sud-coreans i coreanoestatunidencs residien a les illes Mariannes (Guam i les Mariannes Septentrionals), que romanen sota el control dels EUA, mentre que solament en vivien uns 200 als països independents de la Micronèsia.

## Època colonial japonesa (1914-1945)
Com que la demanda de mà d'obra va augmentar precipitadament per l'esclat de la guerra, les autoritats japoneses van optar per la península de Corea com a font de treballadors de baix cost. Els primers treballadors coreans en arribar a la Micronèsia eren 500 i van establir-s'hi el gener del 1939, empleats per Hōnan Sangyō K.K. (japonès: 豊南産業株式会社
) en el processament de la mandioca. Des d'aquell moment fins al febrer del 1940, van arribar a Palau 13 embarcaments més, amb un total de 1.266 treballadors coreans.
Un cens palauès del 1943 indica que els coreans eren 2.458, és a dir, el 7,3 % de la població de l'època; equivalien a una desena part de la població japonesa a les illes. Hi havia 864 coreans que residien a Babeldaob, 721 s'allotjaven a la base naval de l'illa de Malakal, 539 vivien a Angaur i els 334 restants estaven dispersos per la regió.
A Tinian hi havia uns 2.400 coreans quan s'hi va produir la batalla de juliol del 1944, que va portar l'illa a estar sota control estatunidenc. Els residents coreans van reaccionar amb entusiasme a l'alliberament del colonialisme japonès i van donar al Govern dels Estats Units 666,35 dòlars —que havien estalviat dels 35 cèntims diaris que rebien com a sou— per a afavorir el bàndol americà en la guerra.
Juntament amb els japonesos, tots els coreans van ser repatriats després que la rendició del Japó posés fi a la Segona Guerra Mundial. El procés de repatriació va iniciar el setembre del 1945 i va durar fins al maig del 1946. Segons els registres, més de 3.000 coreans van tornar al seu país des de Palau. En total, de totes les illes micronèsies, els arxius estatunidencs documenten 10.966 repatriats coreans (6.880 civils, 3.751 militars i 190 soldats), mentre que els japonesos solament deixen constància de 7.727.

## Anys recents (1945-present)

### Visió general
El 2013, el nombre de coreans que vivia a la Micronèsia era 7.512. D'aquests, 5.016 eren a Guam, 2.281 a les Illes Mariannes Septentrionals, 122 a Palau, 47 als Estats Federats de Micronèsia, 45 a les illes Marshall i 1 a Kiribati. Les llengües principals d'aquests grups són el coreà i el japonès.

### Territoris dels EUA
Segons les estadístiques del Ministeri d'Afers Exteriors de Corea del Sud, hi ha 5.016 residents coreans a Guam (1.933 coreanoestatunidencs, 1.426 amb estatus d'immigrant regular, 133 estudiants internacionals i 1.524 immigrants sud-coreans amb altres tipus de visats) i 2.281 a les Illes Mariannes Septentrionals (159 coreanoestatunidencs, 102 amb estatus d'immigrant regular, 214 estudiants internacionals i 1.806 amb altres tipus de visats). La immigració moderna de Corea del Sud a Guam va començar el 1971.
A l'assentament de Marpi (a Saipan, una de les illes Mariannes Septentrionals), el 1978 es va construir un monument en memòria als soldats coreans de l'exèrcit imperial japonès que van morir durant la batalla de Saipan. D'aleshores ençà, la comunitat coreana local hi ha celebrat actes commemoratius anuals. De fet, el juny del 2005, el va visitar l'emperador japonès Akihito per a retre homenatge als rememorats.

### Estats sobirans
Actualment, a Palau només hi viuen entre 120 i 130 immigrants sud-coreans, dels quals uns 80 treballen en un projecte de construcció a Babeldaob. Amb tot, el 2006 els sud-coreans van ser la segona nacionalitat que més va visitar Palau, només per darrere de Taiwan; el juny d'aquell any van arribar-ne 5.507 turistes, un 2% més que el juny del 2005.